# César-díjak 2013
A 38. César-díj-átadó ünnepségre, amelyen a 2012-ben forgalomba hozott, s a Filmművészeti és Filmtechnikai Akadémia tagjai által legjobbnak ítélt francia alkotásokat részesítették elismerésben, 2013. február 22-én került sor a párizsi Châtelet Színházban. Az ünnepség elnöke Jamel Debbouze színész, ceremóniamestere pedig Antoine de Caunes volt.
A francia filmes szakma 4199 képviselőjének szavazata alapján díjra jelölt filmek, alkotók és szereplők listáját 2013. január 25-én hozták ünnepélyes keretek között nyilvánosságra. A jelöltek listáját összesen 594 film és 3434 személy előzetes jelöléséből szűkítették le.
A rendezvényen alkalmat adott arra, hogy megemlékezzenek a francia film legendás hősnőjéről, Simone Signoret-ről, aki 35 évvel korábban, az Előttem az élet című filmdrámában nyújtott alakításáért vehette át a legjobb színésznőnek járó Césart, valamint hogy „színészi, rendezői és filmproduceri munkásságáért, valamint a filmtörténethez való mesés hozzájárulásáért” tiszteletbeli Césart adjanak át Kevin Costner amerikai művésznek.
Papírforma szerint, 13 jelölésével, Noémie Lvovsky vígjátéka, a Camille számított a legnagyobb favoritnak, de 10 jelölésével komoly eséllyel indult a megmérettetésben az osztrák Michael Haneke francia-osztrák koprodukcióban készített, a 2012-es cannes-i fesztivál Arany Pálma-díjas, Oscar-díjra jelölt filmdrámája, a Szerelem. Jó eséllyel – 9-9 jelöléssel – pályázott a legjelentősebb díjakra Jacques Audiard belga-francia koprodukciós misztikus filmje, a Rozsda és csont, amely az előző héten öt Arany Csillagot nyert (köztük a legjobb filmét), valamint Leos Carax thrillerje, a Holy Motors. 
Az előző évhez hasonlóan a különböző kategóriákban nevezett filmeket 2013. február 6. és 19. között a közönség nyilvános vetítéseken ismerhette meg a Balzac filmszínházban (Párizs, Champs-Élysées).
Az akadémia tagjai úgy döntöttek, hogy 2012 legsikeresebb alkotása a Szerelem: a 10 jelölésből 5 Césart vitt el, ráadásul a legjelentősebbeket (legjobb film, legjobb rendező, legjobb eredeti forgatókönyv, legjobb színésznő és legjobb színész). Négy díjat kapott a Rozsda és csont (legjobb adaptáció, legjobb filmzene, legjobb vágás és legígéretesebb fiatal színész). A nagy várakozás és legtöbb jelölése ellenére rosszul szerepelt a Camille: egyetlen díjat sem kapott, hasonlóan a Holy Motorshoz (9 jelölés). A legjobb külföldi film Ben Affleck thrillerje, Az Argo-akció lett.

## Jelölések
| Díjak                            | Díjazottak és jelöltek |
| -------------------------------- | --- |
| Legjobb film                     | - Szerelem (Amour), rendezte: Michael Haneke - Búcsú a királynémtól (Les adieux à la reine), rendezte: Benoît Jacquot - Camille (Camille redouble), rendezte: Noémie Lvovsky - A házban (Dans la maison), rendezte: François Ozon - Holy Motors, rendezte: Leos Carax - Hogyan nevezzelek? (Le prénom), rendezte: Alexandre de La Patellière és Matthieu Delaporte - Rozsda és csont (De rouille et d'os), rendezte: Jacques Audiard                                                                        |
| Legjobb rendező                  | - Michael Haneke – Szerelem (Amour) - Jacques Audiard – Rozsda és csont (De rouille et d'os) - Stéphane Brizé – Quelques heures de printemps - Leos Carax – Holy Motors - Benoît Jacquot – Búcsú a királynémtól (Les adieux à la reine) - Noémie Lvovsky – Camille (Camille redouble) - François Ozon – A házban (Dans la maison) |
| Legjobb színésznő                | - Emmanuelle Riva – Szerelem (Amour) - Marion Cotillard – Rozsda és csont (De rouille et d'os) - Catherine Frot – Ízek palotája (Les saveurs du palais) - Noémie Lvovsky – Camille (Camille redouble) - Corinne Masiero – Louise Wimmer - Léa Seydoux – Búcsú a királynémtól (Les adieux à la reine) - Hélène Vincent – Quelques heures de printemps |
| Legjobb színész                  | - Jean-Louis Trintignant – Szerelem (Amour) - Jean-Pierre Bacri – Keressétek Hortense-t! (Cherchez Hortense) - Patrick Bruel – Hogyan nevezzelek? (Le prénom) - Denis Lavant – Holy Motors - Vincent Lindon – Quelques heures de printemps - Fabrice Luchini – A házban (Dans la maison) - Jérémie Rénier – Cloclo |
| Legjobb mellékszereplő színésznő | - Valérie Benguigui – Hogyan nevezzelek? (Le prénom) - Judith Chemla – Camille (Camille redouble) - Isabelle Huppert – Szerelem (Amour) - Yolande Moreau – Camille (Camille redouble) - Édith Scob – Holy Motors |
| Legjobb mellékszereplő színész   | - Guillaume de Tonquédec – Hogyan nevezzelek? (Le prénom) - Samir Guesmi – Camille (Camille redouble) - Benoît Magimel – Cloclo - Claude Rich – Keressétek Hortense-t! (Cherchez Hortense) - Michel Vuillermoz – Camille (Camille redouble) |
| Legígéretesebb fiatal színésznő  | - Izia Higelin – Mauvaise fille - Lola Dewaere – Kell ez a fogyókúra? (Mince alors !) - Julia Faure – Camille (Camille redouble) - India Heire – Camille (Camille redouble) - Alice de Lencquesaing – Au galop |
| Legígéretesebb fiatal színész    | - Matthias Schoanerts – Rozsda és csont (De rouille et d'os) - Félix Moati – Kalóz TV (Télé Gaucho) - Kacey Mottet Klein – Nővér (L'enfant d'en haut) - Pierre Niney – Comme des frères - Ernst Umhauer – A házban (Dans la maison) |
| Legjobb operatőr                 | - Romain Winding – Búcsú a királynémtól (Les adieux à la reine) - Caroline Champetier – Holy Motors - Stéphan Fontaine – Rozsda és csont (De rouille et d'os) - Darius Khondji – Szerelem (Amour) - Guillaume Schiffman – Populaire kisasszony (Populaire) |
| Legjobb vágás                    | - Juliette Welfling – Rozsda és csont (De rouille et d'os) - Luc Barnier – Búcsú a királynémtól (Les adieux à la reine) - Annette Dutertre, Michel Klochendler – Camille (Camille redouble) - Nelly Quettier – Holy Motors - Monika Willi – Szerelem (Amour) |
| Legjobb eredeti forgatókönyv     | - Michael Haneke – Szerelem (Amour) - Leos Carax – Holy Motors - Noémie Lvovsky, Florence Seyvos, Maud Ameline és Pierre-Olivier Mattei – Camille (Camille redouble) - Bruno Podalydès és Denis Podalydès – Szia nagyi, Isten veled! (Adieu Berthe – L'enterrement de mémé) - Florence Vignon és Stéphane Brizé – Quelques heures de printemps |
| Legjobb adaptáció                | - Jacques Audiard és Thomas Bidegain – Rozsda és csont (De rouille et d'os) - Lucas Belvaux – 38 témoins - Matthieu Delaporte és Alexandre de la Patellière – Hogyan nevezzelek? (Le prénom) - François Ozon – A házban (Dans la maison) - Gilles Taurand és Benoît Jacquot – Búcsú a királynémtól (Les adieux à la reine) |
| Legjobb filmzene                 | - Alexandre Desplat – Rozsda és csont (De rouille et d'os) - Bruno Coulais – Búcsú a királynémtól (Les adieux à la reine) - Rob, Emmanuel d'Orlando – Populaire kisasszony (Populaire) - Philippe Rombi – A házban (Dans la maison) - Gaëtan Roussel és Joseph Dahan – Camille (Camille redouble) |
| Legjobb hang                     | - Antoine Deflandre, Germain Boulay, Éric Tisserand – Cloclo - Erwan Kerzanet, Josefina Rodriguez, Emmanuel Croset – Holy Motors - Guillaume Sciama, Nadine Muse, Jean-Pierre Laforce – Szerelem (Amour) - Brigitte Taillandier, Francia Wargnier, Olivier Goinard – Búcsú a királynémtól (Les adieux à la reine) - Brigitte Taillandier, Pascal Villard, Jean-Paul Hurier – Rozsda és csont (De rouille et d'os)                                                                                           |
| Legjobb díszlet                  | - Katia Wyszkop – Búcsú a királynémtól (Les adieux à la reine) - Philippe Chiffre – Cloclo - Sylvie Olivé – Populaire kisasszony (Populaire) - Jean-Vincent Puzos – Szerelem (Amour) - Florian Sanson – Holy Motors |
| Legjobb jelmez                   | - Christian Gasc – Búcsú a királynémtól (Les adieux à la reine) - Pascaline Chavanne – A buta Ágota (Augustine) - Charlotte David – Populaire kisasszony (Populaire) - Madeline Fontaine – Camille (Camille redouble) - Mimi Lempicka – Cloclo |
| Legjobb elsőfilm                 | - Louise Wimmer, rendezte: Cyril Mennegun - A buta Ágota (Augustine), rendezte: Alice Winocour - Comme des frères, rendezte: Hugo Gélin - Lejárt lemez (Rengaine), rendezte: Rachid Djaïdani - Populaire kisasszony (Populaire), rendezte: Régis Roinsard |
| Legjobb animációs film           | - Ernest és Celestine (Ernest et Célestine), rendezte: Benjamin Renner, Vincent Patar, Stéphane Aubier - Edmont était un âne, rendezte: Franck Dion - Kirikou faluja (Kirikou et les hommes et les femmes), rendezte: Michel Ocelot - Oh Willy..., rendezte: Emma De Swaef és Marc Roels - Zarafa, rendezte: Rémi Bezançon, Jean-Christophe Lie |
| Legjobb dokumentumfilm           | - A láthatatlanok (Les invisibles), rendezte: Sébastien Lifshitz - Bovines, rendezte: Emmanuel Gras - Duch, le maître des forges de l’enfer, rendezte: Rithy Panh - Journal de France, rendezte: Claudine Nougaret és Raymont Depardon - Les nouveaux chiens de garde, rendezte: Gilles Balbastre és Yannick Kergoat |
| Legjobb rövidfilm                | - Le cri du homard – rendező: Nicolas Guiot - Ce n'est pas un film de cow-boys – rendező: Benjamin Parent - Ce qu'il restera de nous – rendező: Vincent Macaigne - La vie parisienne – rendező: Vincent Dietschy - Les meutes – rendező: Manuel Schapira |
| Legjobb külföldi film            | - Az Argo-akció (Argo), rendezte: Ben Affleck USA - Bikanyak (Rundskop), rendezte: Michael R. Roskam BEL - Egy veszedelmes viszony (En kongelig affære), rendezte: Nikolaj Arcel DEN, SWE, CZE - Gyermekeink (À perdre la raison), rendezte: Joaquim Lafosse BEL, LUX, FRA, SUI - Így is, úgy is Laurence (Laurence Anyways), rendezte: Xavier Dolan CAN, FRA - Oslo, augusztus (Oslo, 31. august), rendezte: Joachim Trier NOR - Szesztolvajok (The Angels' Share), rendezte: Ken Loach GBR, FRA, BEL, ITA |
| Tiszteletbeli César              | - Kevin Costner |

## Többszörös jelölések és elismerések
A statisztikában a különdíjak nem lettek figyelembe véve.
| Jelölés | Díj | Magyar cím             | Eredeti cím                  |
| ------- | --- | ---------------------- | ---------------------------- |
| 13      | 0   | Camille                | Camille redouble             |
| 10      | 5   | Szerelem               | Amour                        |
| 10      | 3   | Búcsú a királynémtól   | Les adieux à la reine        |
| 9       | 4   | Rozsda és csont        | De rouille et d'os           |
| 9       | 0   | Holy Motors            | Holy Motors                  |
| 6       | 0   | A házban               | Dans la maison               |
| 5       | 2   | Hogyan nevezzelek?     | Le prénom                    |
| 5       | 1   | –––                    | Cloclo                       |
| 5       | 0   | Populaire kisasszony   | Populaire                    |
| 4       | 0   | –––                    | Quelques heures de printemps |
| 2       | 0   | A buta Ágota           | Augustine                    |
| 2       | 0   | –––                    | Comme des frères             |
| 2       | 0   | Keressétek Hortense-t! | Cherchez Hortense            |
| 2       | 0   | –––                    | Louise Wimmer                |